# Богданувка
Богданувка (пол. Bogdanówka (dopływ Krzczonówki)) — гірська річка в Польщі, у Мисленицькому повіті Малопольського воєводства. Ліва притока Кшчонувки, (басейн Балтійського моря).

## Опис
Довжина річки 8,36 км. Формується притоками та безіменними струмками.

## Розташування
Бере початок на північно-східних схилах гори Коскова (866 м) на висоті 770 м у селі Богданувці (присілок Лази). Тече переважно на південний схід через Скомельну-Чарну і у Токарні впадає у річку Кшчонувку, ліву притоку Раби.

## Притоки
- Скомельнянка (права).